# Belisana kinabalu
Belisana kinabalu là một loài nhện trong họ Pholcidae. Loài này có ở Borneo.